# Генералов Федір Степанович
Федір Степанович Генералов (нар. 8 березня 1899,  село Слемські Борки, Московська губернія, тепер у складі смт. Бєлоомут  Луховицького району Московської області — 13 травня 1962, село Дєдіново Луховицького району Московської області) — радянський діяч, голова колгоспу, двічі Герой Соціалістичної Праці (1949, 1957). Депутат Верховної Ради СРСР 3—6-го скликань (1950—1962).

## Біографія
Народився 24 лютого (8 березня) 1899 року в бідній селянській родині. Закінчив початкову школу. Працював залізничним робітником на Олександрівському (Білоруському) вокзалі міста Москви, після 1917 року повернувся до рідного села.
З 1919 року служив у Червоній армії, був учасником громадянської війни в Росії, воював проти військ генералів Денікіна та Мамонтова. Після демобілізації працював у сільському господарстві.
У 1931 році вступив до колгоспу «Красний Октябрь» села Слемські Борки Луховицького району Московської області, де в 1932—1937 роках очолював рільницьку бригаду та був заступником голови, а в 1937—1942 роках — головою колгоспу. Закінчив сільськогосподарські курси в місті Рязані. Член ВКП(б) з 1940 року. 
На початку німецько-радянської війни у 1941 році пішов добровольцем на фронт, але незабаром був відкликаний для евакуації колгоспу.
У 1942—1962 роках — голова колгоспу імені Сталіна села Дєдіново Луховицького району Московської області — одного з кращих колгоспів СРСР, який досяг високих показників у виробництві продуктів тваринництва.
Делегат XX—XXII-го з'їздів КПРС.
Похований в селі Дєдіново Луховицького району Московської області.

## Нагороди
- двічі Герой Соціалістичної Праці (24.06.1949, 30.01.1957) — за успіхи в розвитку тваринництва.
- орден Леніна (24.06.1949)
- орден Трудового Червоного Прапора (5.02.1944)
- медаль «За трудову доблесть» (25.09.1948)

## Пам'ять
У селі Дєдіново на могилі Генералова встановлено бронзове погруддя.